# The Watch (2012)
The Watch is een Amerikaanse komische film annex sciencefictionfilm uit 2012 van Akiva Schaffer met in de hoofdrollen onder meer Ben Stiller, Vince Vaughn en Jonah Hill.

## Verhaal
Evan Trautwig (Ben Stiller) woont in een stadje in de staat Ohio en is de manager van de lokale vestiging van Costco. Als de nachtwaker van de winkel wordt vermoord en de politie volgens Evan te weinig haar best doet de dader te vinden, besluit hij een burgerwacht op te richten. De enige drie andere personen die hij zover krijgt om lid te worden zijn gezinsman Bob (Vince Vaughn), Jamarcus (Richard Ayoade) en Franklin (Jonah Hill), die heel graag agent had willen worden, maar is afgekeurd.
Op een dag vinden de vier een vreemde metalen bol, die van buitenaardse oorsprong blijkt te zijn. Ondertussen worden er meer inwoners vermoord. Tijdens hun onderzoek hiernaar overmeesteren de leden van de burgerwacht een buitenaards wezen, dat hen waarschuwt dat er een invasie ophanden is.

## Rolverdeling
| Acteur           | Personage         | Opmerkingen     |
| ---------------- | ----------------- | --------------- |
| Ben Stiller      | Evan Trautwig     |                 |
| Vince Vaughn     | Bob Finnerty      | lid burgerwacht |
| Jonah Hill       | Franklin          | lid burgerwacht |
| Richard Ayoade   | Jamarcus          | lid burgerwacht |
| Rosemarie DeWitt | Abby Trautwig     | Evans vrouw     |
| Will Forte       | Sergeant Bressman |                 |

## Productie
De film werd grotendeels opgenomen in de staat Georgia.
Oorspronkelijk was de titel Neighborhood Watch, maar deze werd gewijzigd na de controverse die volgde op het doodschieten van de ongewapende tiener Trayvon Martin door een burgerwacht, in Sanford (Florida) op 26 februari 2012.